# Go easy
go easy는 2011년 8월 31일에 버벌진트가 발매한 정규 4집 음반이다. 타이틀 곡은 〈좋아보여 (Feat. 검정치마)〉이며, 12곡이 수록되어있다. Go Easy 0.5에 담긴 3곡이 새로운 곡으로 바뀌어 담겼으며, 선공개되었던 〈어베일러블 (Feat. Lady Jane)〉도 실렸다. 발매 직후 타이틀 곡 〈좋아보여〉가 음원 차트 20위 내에 꾸준히 들었다.

## 수록곡
1. 원숭이띠 미혼남 (Feat. ZICO Of Block.B)
2. 좋아보여 (Feat. 검정치마)
3. 넌 내게 모욕감을 줬어 (Feat. Koonta)
4. 우아한 년 2012 (Feat. San E & Okasian)
5. 긍정의 힘
6. Want You Back (Feat. Nodo)
7. Luv Songz (Feat. 태완 a.k.a. C-Luv)
8. 약속해 약속해 2012 (Feat. 조현아 Of Urban Zakapa)
9. 어베일러블 (Feat. Lady Jane)
10. 깨알같아
11. My Audi (Feat. The Quiett)
12. 우리 존재 화이팅